# Supernovaüberrest

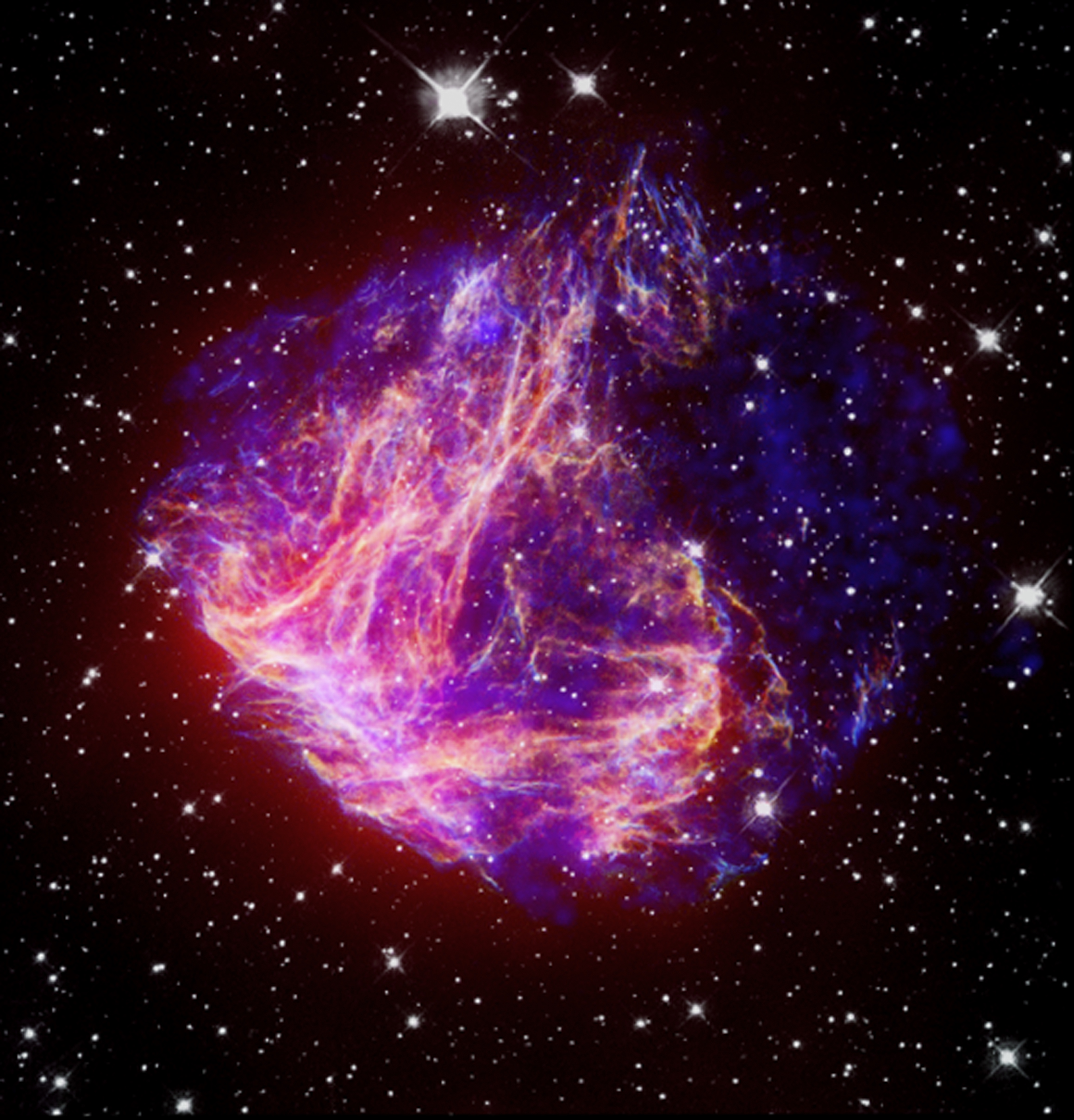
Supernovaüberrest N49 in der Großen Magellanschen Wolke.

Ein Supernovaüberrest (engl. supernova remnant, kurz SNR) ist ein Emissionsnebel, der durch eine Supernova verursacht worden ist.

## Entstehung
Die bei einer Supernova freiwerdende Energie wird zu 99 % als Neutrino-Strahlung abgegeben, die kaum mit Materie wechselwirkt; durch das verbleibende Prozent werden die äußeren Schichten des Vorläufersterns stark beschleunigt. Die entstehende überschallschnelle Schockwelle aus stellarem Material breitet sich mit annähernd konstanter Geschwindigkeit von bis zu 10.000 km/s weit ins interstellare Medium aus und heizt dieses auf 107 bis 108 K auf. In dieser freien Expansionsphase, die etwa 200 Jahre andauert, erreicht der SNR eine Größe von etwa 10 Lichtjahren. Es schließt sich eine etwa 10.000 Jahre andauernde Strahlungsphase an.
Supernovaüberreste weisen häufig eine Schalenstruktur auf, da durch Materieeinfall auf den kompakten Überrest weitere Schockwellen ausgelöst werden können. Diese weiteren Ausbrüche können noch Jahrhunderte später stattfinden.
Der vielleicht berühmteste und bestbeobachtete Überrest ist Supernova 1987A, der von einer Supernova in der Großen Magellanischen Wolke stammt. Weitere gut bekannte Supernovaüberreste sind:
- der Krebsnebel als Überrest der Supernova 1054. Als Krebsnebel sichtbar ist dabei allerdings nur der innere Bereich des durch die Supernova herausgeschleuderten Materials, vermutlich vermischt mit Überresten von lokalen Materiewolken aus einer Zeit vor der Supernova. Dieses Material bildet die auffälligen Filamente des Krebsnebels. Das „Geflecht“ an Filamenten dehnt sich dabei schneller aus, als allein aufgrund der Supernova-Explosion zu erwarten wäre.[1]  Dafür ist der Pulsarwind-Nebel, in diesem Falle auch Crab-Synchrotron-Nebel genannt, im inneren Bereich des Krebsnebels verantwortlich, bei dem die Materie durch elektromagnetische Kräfte aus dem Neutronenstern herausgerissen und beinahe auf Lichtgeschwindigkeit beschleunigt wird.[2] Die Schockfront dagegen, die dort zu erwarten wäre, wo die äußersten Ejekta auf das umgebende interstellare Medium treffen, konnten bislang weder im  Radiobereich[3] noch im Röntgenbereich[4] nachgewiesen werden. Eine naheliegende Erklärung dafür ist, dass das entsprechende Material in eine Region mit besonders geringer Dichte hinein expandiert.[1]
- Cirrusnebel,
- Vela-Nebel und
- Spaghettinebel, ausgedehnte Supernovaüberreste mit einem Alter von mehreren tausend Jahren.
- 3C10 als Relikt der Braheschen Supernova, benannt nach Tycho Brahe, der 1572 die Helligkeit dieser Explosion aufzeichnete;
- Keplers SNR (Supernova 1604);